# Asigurare de locuință

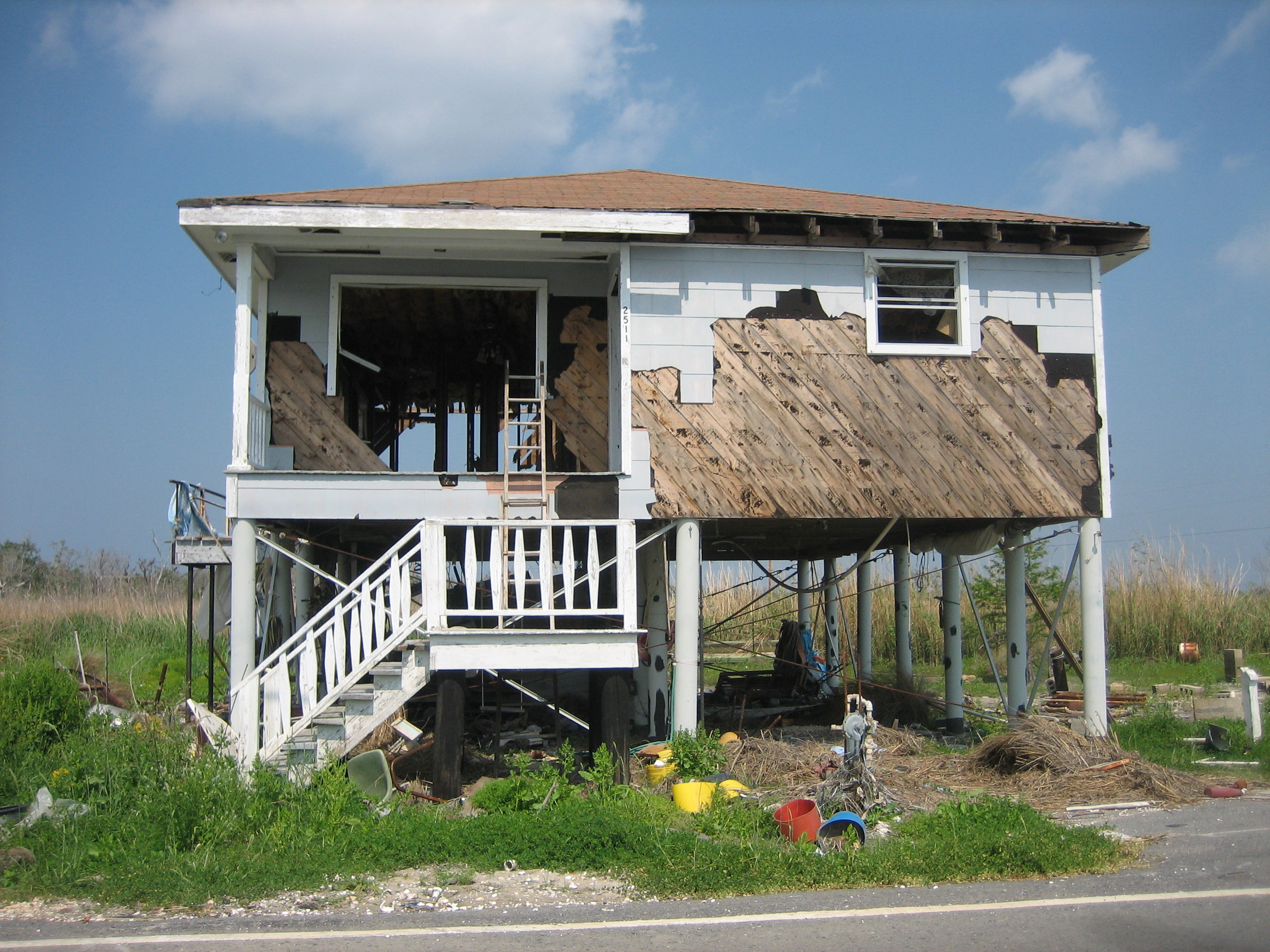
O casă din Louisiana, afectată de uraganul Katrina

Asigurarea locuinței este un tip de asigurare care oferă protecție financiară proprietarilor de locuințe în cazul unor daune aduse imobilului, bunurilor personale din interior sau în situații de răspundere civilă față de terți. Ea acoperă, de regulă, evenimente precum incendii, furturi, fenomene naturale, acte de vandalism sau inundații accidentale, în funcție de tipul poliței. Unele polițe includ și costurile de relocare temporară, dacă locuința devine nelocuibilă. Este una dintre formele de asigurare esențiale în managementul riscurilor personale, fiind adesea solicitată de bănci în cazul contractării unui credit ipotecar. Există două tipuri principale de asigurare a locuinței: obligatorie (PAD) și facultativă. 

## Asigurare PAD în România
Asigurarea PAD este obligatorie pentru toți proprietarii de locuințe din România. Contractul PAD distinge între două categorii de locuințe:
- Tip A, pentru locuințe construite din materiale moderne, cu o valoare asigurată de 20.000 euro, pentru care prima anuală este de 20 euro.
- Tip B, pentru locuințe construite din materiale considerate nestructurale (chirpici), cu o valoare asigurată de 10.000 euro, pentru care prima anuală este de 10 euro.

În situația în care persoanele fizice sau juridice nu își asigură locuințele aflate în proprietate, statul își rezervă dreptul de a nu acorda niciun fel de despăgubiri de la bugetul de stat sau de la bugetul local pentru prejudicii produse locuințelor, în cazul producerii unuia dintre dezastrele naturale definite potrivit Legii 260/2008.